# 北湖北路站
北湖北路站是南宁轨道交通3号线的地铁车站，位于中华人民共和国广西壮族自治区南宁市西乡塘区安武大道、北湖北路、连畴路交叉口地下，该站于2019年6月6日开通运营。